# Adolf Lang (kierowca)
Adolf-Werner Lang (ur. 4 maja 1913 w Ebelsbach, zm. 1 stycznia 1993) – niemiecki kierowca wyścigowy.

## Biografia
W 1951 roku Lang nabył Coopera T15 i stał się poważnym konkurentem w niemieckich wyścigach. W 1951 roku wygrał wyścig Sachsenringrennen. W roku 1952 był szósty w zawodach Earl of March Trophy, które wygrał Stirling Moss. W Niemieckiej Formule 3 zdobył podia w wyścigach w AVUS, Essen i Norisringu, co zaowocowało siódmym miejscem w klasyfikacji końcowej. W roku 1953 roku wygrał wyścig na Hockenheimringu, a zdobyte wysokie miejsca w pozostałych wyścigach umożliwiły mu zdobycie tytułu. Był ponadto zgłoszony do Grand Prix Niemiec, ale nie pojawił się na zawodach. Na 1954 rok Lang zakupił nowego Coopera T31, ale ze względu na likwidację Niemieckiej Formuły 3 ścigał się głównie za granicą. Wygrał wtedy wyścigi w Porrentruy, Montlhéry i Agen. Następnie rywalizował Alfą Romeo Giuliettą. W 1956 roku zajął drugie miejsce w wyścigu Eifelrennen, a rok później w tymże wyścigu był trzeci. W 1959 roku wystartował w czterech wyścigach w NRD. Wygrał również zawody na Circuit de la Châtre. Po 1963 roku zaprzestał ścigania.

## Wyniki
| Legenda oznaczeń w tabelach wyników Wyświetl szablon na nowej stronie | Legenda oznaczeń w tabelach wyników Wyświetl szablon na nowej stronie                                                                     |
| Oznaczenie                                                            | Wyjaśnienie |
| --------------------------------------------------------------------- | --- |
| Złoty                                                                 | Zwycięzca lub mistrzostwo |
| Srebrny                                                               | 2. miejsce lub wicemistrzostwo |
| Brązowy                                                               | 3. miejsce lub II wicemistrzostwo |
| Zielony                                                               | Ukończył, punktował (w klasyfikacji generalnej, gdy zdobył co najmniej jeden punkt na przestrzeni sezonu, poza trzema powyższymi opcjami) |
| Niebieski                                                             | Ukończył, nie punktował (w klasyfikacji generalnej, gdy nie zdobył co najmniej jednego punktu na przestrzeni sezonu)                      |
| Czerwony                                                              | Nie zakwalifikował się (NZ) |
| Czerwony                                                              | Nie prekwalifikował się (NPK) |
| Różowy                                                                | Nie ukończył (NU) |
| Różowy                                                                | Niesklasyfikowany (NS) (w klasyfikacji generalnej, gdy nie został sklasyfikowany w żadnym wyścigu sezonu)                                 |
| Czarny                                                                | Zdyskwalifikowany (DK) |
| Czarny                                                                | Wykluczony (WYK/EX) |
| Biały                                                                 | Nie wystartował (NW) |
| Biały                                                                 | Kontuzjowany (K/INJ) |
| Biały                                                                 | Wyścig odwołany (OD/C) |
| Bez koloru                                                            | Został wycofany (WYC/WD) |
| Bez koloru                                                            | Nie przybył (NP/DNA) |
| Bez koloru                                                            | Nie brał udziału w treningach (NT/DNP) |
| Bez koloru                                                            | Nie został zgłoszony (–) |
| Pogrubienie                                                           | Start z pole position |
| Kursywa                                                               | Najszybsze okrążenie wyścigu |
| †                                                                     | Nie ukończył, ale jego rezultat został zaliczony ze względu na przejechanie więcej niż 90% dystansu wyścigu.                              |
| *                                                                     | Sezon w trakcie |
| 1/2/3                                                                 | Punktowana pozycja w sprincie kwalifikacyjnym                                                                                             |
| Lista systemów punktacji Formuły 1                                    | |

### Formuła 1
| Rok  | Zespół     | Samochód   | Silnik  | Wyniki w poszczególnych eliminacjach | Wyniki w poszczególnych eliminacjach | Wyniki w poszczególnych eliminacjach | Wyniki w poszczególnych eliminacjach | Wyniki w poszczególnych eliminacjach | Wyniki w poszczególnych eliminacjach | Wyniki w poszczególnych eliminacjach | Wyniki w poszczególnych eliminacjach | Wyniki w poszczególnych eliminacjach | Pkt. | Msc. |
| ---- | ---------- | ---------- | ------- | ------------------------------------ | ------------------------------------ | ------------------------------------ | ------------------------------------ | ------------------------------------ | ------------------------------------ | ------------------------------------ | ------------------------------------ | ------------------------------------ | ---- | ---- |
| 1953 |            |            |         | Argentyna                            | Stany Zjednoczone                    | Holandia                             | Belgia                               | Francja                              | Wielka Brytania                      |                                      | Szwajcaria                           | Włochy                               | 0    | NS   |
| 1953 | Adolf Lang | Veritas RS | Veritas | -                                    | -                                    | -                                    | -                                    | -                                    | -                                    | NP                                   | -                                    | -                                    | 0    | NS   |
| 1953 | Adolf Lang | AFM 6      | BMW     | -                                    | -                                    | -                                    | -                                    | -                                    | -                                    | NP                                   | -                                    | -                                    | 0    | NS   |

### Niemiecka Formuła 3
W latach 1960–1963 mistrzostwa rozgrywano według przepisów Formuły Junior.
| Rok  | Zespół           | Samochód   | Silnik | Wyniki w poszczególnych eliminacjach | Wyniki w poszczególnych eliminacjach | Wyniki w poszczególnych eliminacjach | Wyniki w poszczególnych eliminacjach | Wyniki w poszczególnych eliminacjach | Wyniki w poszczególnych eliminacjach | Wyniki w poszczególnych eliminacjach | Wyniki w poszczególnych eliminacjach | Wyniki w poszczególnych eliminacjach | Wyniki w poszczególnych eliminacjach | Wyniki w poszczególnych eliminacjach | Wyniki w poszczególnych eliminacjach | Pkt. | Msc. |
| ---- | ---------------- | ---------- | ------ | ------------------------------------ | ------------------------------------ | ------------------------------------ | ------------------------------------ | ------------------------------------ | ------------------------------------ | ------------------------------------ | ------------------------------------ | ------------------------------------ | ------------------------------------ | ------------------------------------ | ------------------------------------ | ---- | ---- |
| 1951 |                  |            |        |                                      |                                      |                                      |                                      |                                      |                                      |                                      |                                      |                                      |                                      |                                      |                                      | 1    | 10   |
| 1951 | Scuderia Bavaria | Cooper T11 | JAP    | -                                    | -                                    | -                                    | 10                                   | 7                                    |                                      |                                      |                                      |                                      |                                      |                                      |                                      | 1    | 10   |
| 1952 |                  |            |        |                                      |                                      |                                      |                                      |                                      |                                      |                                      |                                      |                                      |                                      |                                      |                                      | 6    | 6    |
| 1952 | Adolf Lang       | Cooper T15 | JAP    | 4                                    | NU                                   | 2                                    | ?                                    |                                      |                                      |                                      |                                      |                                      |                                      |                                      |                                      | 6    | 6    |
| 1953 |                  |            |        |                                      |                                      |                                      |                                      |                                      |                                      |                                      |                                      |                                      |                                      |                                      |                                      | 16   | 1    |
| 1953 | Adolf Lang       | Cooper T15 | JAP    | 1                                    | 3                                    | 5                                    | -                                    |                                      |                                      |                                      |                                      |                                      |                                      |                                      |                                      | 16   | 1    |
| 1953 | Adolf Lang       | Cooper T11 | JAP    | -                                    | -                                    | -                                    | 6                                    |                                      |                                      |                                      |                                      |                                      |                                      |                                      |                                      | 16   | 1    |
| 1960 |                  |            |        |                                      |                                      |                                      |                                      |                                      |                                      |                                      |                                      |                                      |                                      |                                      |                                      | 7,5  | NS   |
| 1960 | Adolf Lang       | Elva 100   | DKW    | 6                                    | -                                    | NU                                   | 12                                   | NU                                   | -                                    | -                                    | -                                    | -                                    | -                                    | -                                    | -                                    | 7,5  | NS   |
| 1963 |                  |            |        |                                      |                                      |                                      |                                      |                                      |                                      |                                      |                                      |                                      |                                      |                                      |                                      | 0    | NS   |
| 1963 | Adolf Lang       | Cooper T56 | Ford   | -                                    | -                                    | NU                                   | -                                    | -                                    | -                                    | -                                    | -                                    | -                                    |                                      |                                      |                                      | 0    | NS   |

### Wschodnioniemiecka Formuła 3
W latach 1960–1963 mistrzostwa rozgrywano według przepisów Formuły Junior.
| Rok  | Zespół           | Samochód   | Silnik | Wyniki w poszczególnych eliminacjach | Wyniki w poszczególnych eliminacjach | Wyniki w poszczególnych eliminacjach | Wyniki w poszczególnych eliminacjach | Wyniki w poszczególnych eliminacjach | Wyniki w poszczególnych eliminacjach | Pkt. | Msc. |
| ---- | ---------------- | ---------- | ------ | ------------------------------------ | ------------------------------------ | ------------------------------------ | ------------------------------------ | ------------------------------------ | ------------------------------------ | ---- | ---- |
| 1951 |                  |            |        |                                      |                                      |                                      |                                      |                                      |                                      | 0    | NS   |
| 1951 | Scuderia Bavaria | Cooper T11 | JAP    | -                                    | -                                    | -                                    | 1                                    |                                      |                                      | 0    | NS   |
| 1952 |                  |            |        |                                      |                                      |                                      |                                      |                                      |                                      | 0    | NS   |
| 1952 | Adolf Lang       | Cooper T15 | JAP    | 1                                    | NU                                   | -                                    | 1                                    |                                      |                                      | 0    | NS   |
| 1953 |                  |            |        |                                      |                                      |                                      |                                      |                                      |                                      | 0    | NS   |
| 1953 | Adolf Lang       | Cooper T15 | JAP    | -                                    | 2                                    | -                                    | NU                                   | -                                    |                                      | 0    | NS   |
| 1954 |                  |            |        |                                      |                                      |                                      |                                      |                                      |                                      | 0    | NS   |
| 1954 | Adolf Lang       | Cooper T31 | JAP    | -                                    | -                                    | -                                    | 2                                    |                                      |                                      | 0    | NS   |
| 1958 |                  |            |        |                                      |                                      |                                      |                                      |                                      |                                      | 0    | NS   |
| 1958 | Adolf Lang       | Cooper T42 | Norton | -                                    | ?                                    | -                                    | -                                    | 4                                    |                                      | 0    | NS   |
| 1960 |                  |            |        |                                      |                                      |                                      |                                      |                                      |                                      | 0    | NS   |
| 1960 | Adolf Lang       | Elva 100   | DKW    | -                                    | -                                    | -                                    | -                                    | 7                                    |                                      | 0    | NS   |